# 地理區隔定價
地理區隔訂價是指网络商务公司依访问用户地點不同制定不同價格。網路的賣者常常知道使用者的住所，因為伺服器能記下使用者的IP，且Top-level區域名稱會顯示出國家居所來，例如，日本顯示出jp代號。地理區隔定價能幫助公司了解附近城市之間價格的關係或其他的地區因素，如競爭壓力，忠誠成本、經濟條件、法規和管制、配銷機會。例如一台電腦在Los Angele訂價＄1000 s而在London則訂價￡800（相當於＄1285在八月2004）。這種價格不同是因為製造商面對價格的上升或反映運輸成本、關稅、進口商的利潤、或其他在別的城市所衍生出來的成本。
網路行銷人員需要使用特別的網站來對其他市場的消費者進行服務。這能幫助公司品牌建立信譽。